# 孫鳴世
孫鳴世（？—？），字應卿，號龍峯，湖廣承天府京山縣人，軍籍，明朝政治人物。

## 生平
嘉靖二十五年（1546年）丙午科湖廣鄉試第十九名舉人。嘉靖三十二年（1553年）中式癸丑科會試第十一名，二甲第三十七名進士。户部观政，授户部主事，起复补兵部，升员外、郎中，官至陕西按察司副使。

## 家族
曾祖孫衡，知縣；祖父孫良弼，知縣；父孫越，縣主簿。母黎氏；繼母何氏。弟鳴時（生员）、鳴謙、鳴龍。